# ای اس ای هریسون
آنجِلا سوسن اَن هریسون (به انگلیسی: A. S. A. Harrison) (زادهٔ ۱۹۴۸–درگذشت ۱۴ آوریل ۲۰۱۳) نویسنده، هنرمند و درمانگر کانادایی بود که با نام «ای اس ای هریسون» شناخته شده است.
هریسون پیش از انتشار تنها رمانش «همسر خاموش» با بیماری سرطان از دنیا رفت و فرصت نیافت شاهد موفقیت کتابش باشد. رمان ای اس ای هریسون پس از انتشار در زمره پرفروش‌ها قرار گرفت و فیلم آن با بازی و سرمایه‌گذاری نیکول کیدمن دردست ساخت است. داستان این کتاب دربارهٔ زن و شوهری است که سال‌های زیادی عاشقانه در کنار هم زندگی کرده‌اند، اما به مرور زمان، روند زندگی و یکنواختی آن به گونه‌ای رقم می‌خورد که تغییر بزرگی در روابط‌شان ایجاد می‌شود. مرد در عین حال که به همسرش عشق می‌ورزد، روابط عاشقانه‌ای با یک دختر جوان پیدا می‌کند و دوگانگی و تناقضاتی در خود می‌بیند.